# تاریخ عمان

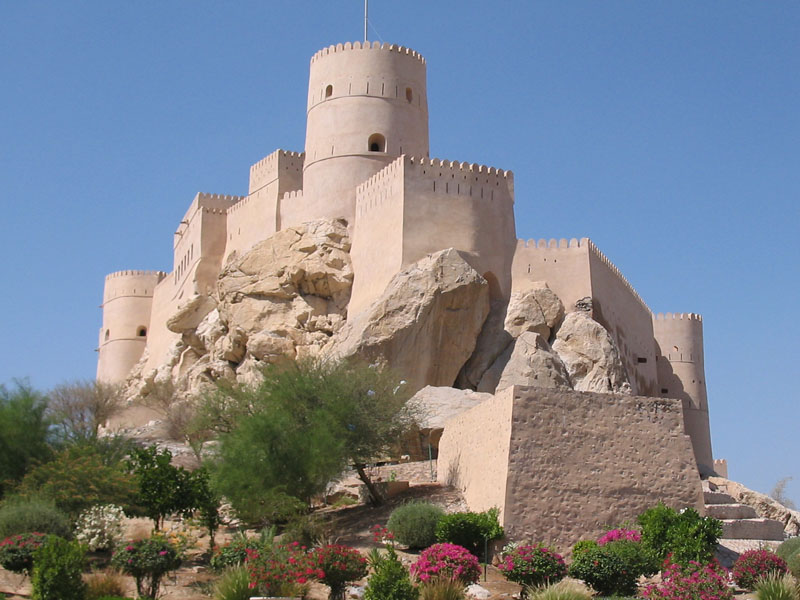
قلعه ناخال، یکی از بهترین قلعه‌های باستانی در عمان است

عمان محل سکونت پیش از تاریخ بشر است که قدمت آن به بیش از ۱۰۰۰۰۰ سال می‌رسد. این منطقه توسط مهاجمان قدرتمند، از جمله سایر قبایل عرب، پرتغال و انگلیس تحت تأثیر قرار گرفت. عمان روزگاری جزیره زنگبار، در سواحل شرقی آفریقا را به عنوان مستعمره در اختیار داشت.

## سابقه پیش از تاریخ

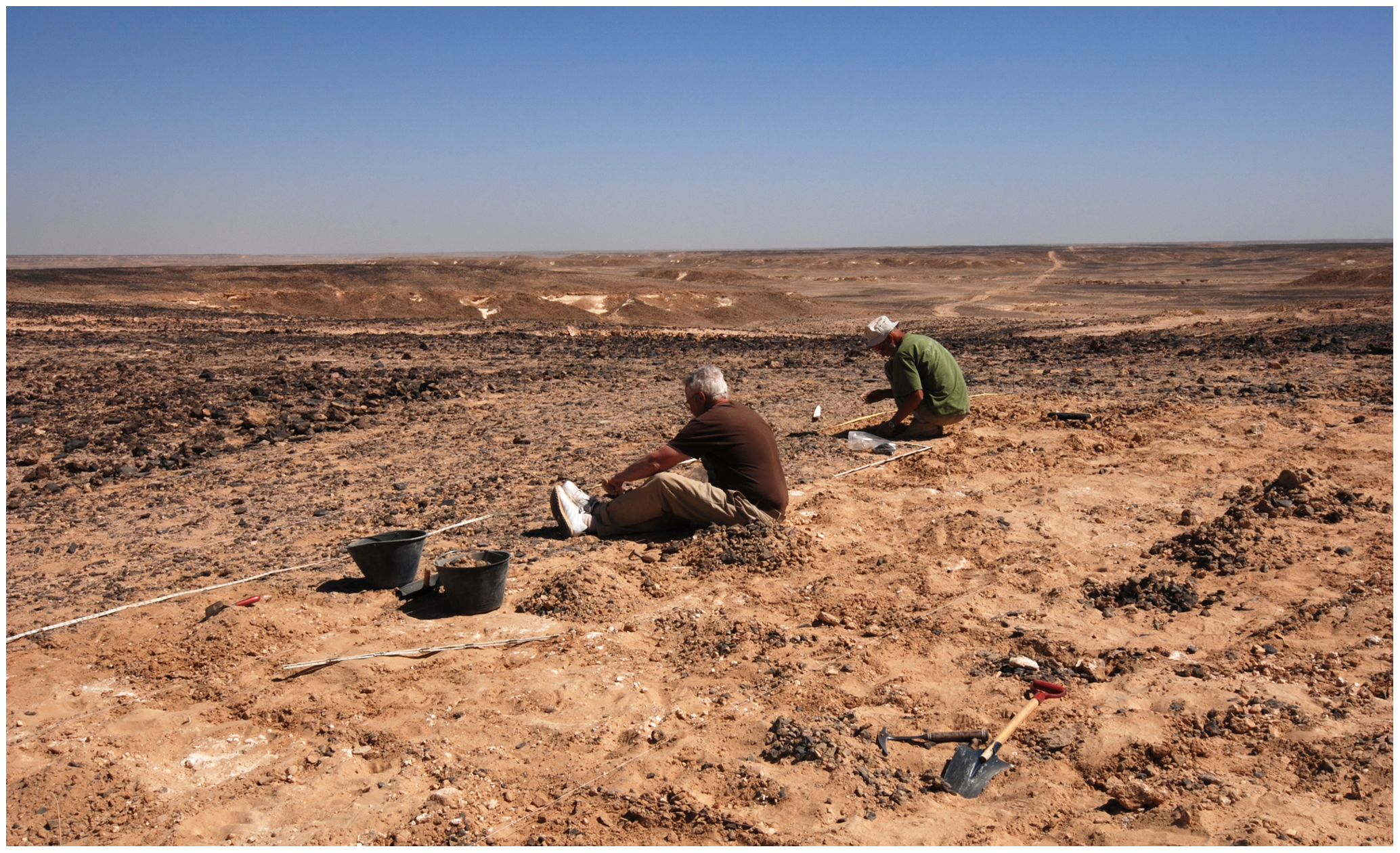
باستان شناسان در حال حفاری مجتمع سنگ میانه در کوه‌های ظفار هستند

در عمان، مکانی در سال ۲۰۱۱ توسط  باین جوون کشف شد که حاوی بیش از ۱۰۰ پراکندگی سطحی از ابزارهای سنگی متعلق به نوبیان بود که قبلاً فقط از کاوش‌های باستان‌شناسی در سودان شناخته شده بودند. دو تخمین سن لومینسانس نوری تحریک شده مجتمع نوبیان عربی را تقریباً در حدود ۱۰۶۰۰۰ سال قدمت می‌گذارد.
به گفته باستان‌شناسان تاریخ عمان به هزاره دوازدهم قبل از میلاد و در پایان عصر یخبندان بر می‌گردد. در آن دوران عمان سرزمینی سرسبز، حاصلخیز و پربار بوده‌است. حفاری‌هایی در مختلف باستانی منجر به کشف قبرستان‌های ولایت بریمی در منطقه ظاهره و ولایت ابراء در منطقه شرقیه و محوت در منطقه وسطی و نزوی در منطقه داخلیه و دیگر مناطق سلطنت عمان و به ویژه مناطق ساحلی شده‌است. از این حفاری‌ها پیداست که عمان روابط تجاری گسترده‌ای در مابین هند و میان‌رودان و دیگر تمدن‌های شبه‌جزیره عربستان داشته‌است.

## دوره‌ها

### دوره پارسیان
نیمه شمالی عمان (در کنار بحرین مدرن امروزی، قطر، امارات متحده عربی، به علاوه استانهای بلوچستان و سند پاکستان) احتمالاً بخشی از ساتراپی ماکا امپراتوری هخامنشی بود. تا زمان فتح اسکندر، ساتراپی ممکن است به شکلی وجود داشته باشد و گفته می‌شود اسکندر در پوروش، پایتخت آن، شاید نزدیک بم، در استان کرمان اقامت داشته‌است. از نیمه دوم هزاره اول پیش از میلاد جمعیتی از عربستان مرکزی و غربی به شرق مهاجرت کردند. مهمترین این قبایل با نام أزد شناخته می‌شود. در ساحل شاهنشاهی اشکانی و شاهنشاهی ساسانی نگهداری می‌شدند. از ۱۰۰ قبل از میلاد تا ۳۰۰ پس از آن در مرکز عمان در Samad al-Shan و به اصطلاح دوره قبل از اسلام، به اختصار PIR، در امارات متحده عربی ظاهر شده‌اند. این مهاجرت‌ها همچنان ادامه دارد، در قرن نوزدهم خانواده‌های حاکم بادیه نشین که سرانجام بر کشورهای خلیج فارس حاکم بودند.
پادشاهی عمان تحت تأثیر نیروهای امپراطوری ساسانی تحت فرماندهی وهریز در جنگهای ابیستینین و پارسی قرار گرفت. پادگان ۴۰۰۰ نفری ساسانی مقر آن در جامسجرد (جبل قرهبه مدرن، معروف به فله السوک) بود.

### عمان در هزاره سوم قبل از میلاد
در هزاره سوم قبل از میلاد عمان به نام «مجان» مشهور بوده‌است. همچنین در لوح‌های سومری نام مگان و در گویش اکدی مکان به کار رفته‌است که به معادن مسی عمان پیوند دارد. مس یکی از کالاهای تجارتی اصلی عمان بوده که با کشتی‌های «مجان» بارکشی می‌شده‌است. بقایای معادن مس در حفاری‌ها پیدا شده و هم‌اکنون نیز یکی از منابع اصلی اقتصادی عمان به‌شمار می‌آید. تاریخ عمان نشان می‌دهد که مردم عرب از زمان‌های قدیم در عمان ساکن شده‌اند. «عاد و قبیله‌اش» در تپه‌های شنی (کثبان رملی) و تلماسه‌هایی که بین عمان و استان حضرموت قرار دارد زندگی می‌کرده‌اند.

### عمان در دوران
در قرن ششم قبل از میلاد سپاهیان پارس (۵۵۰ _ ۵۳۰ ق م)، عمان را فتح نمودند. گفته شده که سازه قنات که به عربی به آن «اَلفَلجَ» و جمع آن «الأفلاج» می‌گویند در آن دوران احداث شده‌است. این‌گونه آبیاری در عمان شهرت فراوانی دارد و در حال حاضر صدها رشته قنات در کشور عمان وجود دارد. همچنین رشته دیگری از قنات نیز در عمان به نام «داوودی» مشهور است. گفته می‌شود که «قنات داوودی» ابتکار داوود نبی است.

### عمان در دورانساسانیان
تاریخ عمان نشان می‌دهد که در دوران ساسانیان از سال‌های (‎۲۲۶_ ۶۱۰ م) عمان و یمن تحت حاکمیت امپراتوری ساسانی بوده‌است.

### عمان و بنی ازد
در اواخر قرن سوم و اوائل قرن دوم قبل از میلاد با ویرانی سد مأرب در مملکت سبا، شورشی اجتماعی و اقتصادی برپا شد و مردم سبأ به مناطق اطراف پراکنده شدند و قبیله بزرگ بنی ازد به عمان مهاجرت کردند. در این کوچ بزرگ قبیله بنی ازد به سرپرستی بزرگ قوم مالک بن فهم الأزدی وارد عمان می‌شوند. بعد از مدتی و پس از استقرار در عمان بنی ازد دست به نبرد مسلحانه با دیگر اقوام بیگانه‌ای که در عمان وجود داشتند می‌زند و در مدت کوتاهی بنی ازد می‌تواند تمام بیگانگان را از عمان خارج و استقرار و امنیت را در عمان برقرار و اولین مملکت عربی در عمان را بنیان‌گذاری کند.
مهمترین جنگ بنی ازد با ایرانیان مقیم عمان بود که به جنگ سلوت مشهور است.
سلوت نام صحرایی است که در آن سپاهیان ازد به فرماندهی مالک بن فهم با ارتش ایرانی موجود در عمان در زمان امپراتوری دارا بن داراب یا همان داریوش سوم می‌جنگد و پس از چندین نبرد، ایرانیان را وادار به خروج از عمان می‌کند.
تاریخ نویسان عرب چنین می‌نویسند که بنی ازد پادشاهان کوه و صحرا بودند. این دودمان از پادشاهان بنام آلجلندی معروف بودند. سلسله پادشاهان الجلندی در طول تاریخ عمان مشهور بوده‌اند.

### عمان در دوران اسلام
در دوران حکمرانی «الجلندی» اسلام وارد عمان شده‌است. در آن دوران محمد ، عمرو عاص و ابازید الأنصاری برای دعوت مردم به اسلام به عمان می‌فرستد. در آن دوران پادشاه عمان جیفر الجلندی و برادرش عبد الجلندی بر عمان حکمران بودند. پادشاه عمان اسلام را پذیرفتند و مردم عمان یکپارچه به دین اسلام گرویدند و از آن به بعد عمان یکی از قلعه‌های بزرگ اسلام و از مدافعین اسلام در نبرد یمامه (یا همان جنگ‌های ردّه) بود.
بعد از وفات محمد  بسیاری از اعراب شبه جزیره عربستان اسلام را رها نموده و به دین اجدادشان برگشتند. عمانی‌ها برای غلبه بر این مردم در نبرد یمامه (یا همان جنگ‌های ردّه) شرکت داشتند. همچنین رجالات عمان در فتوحات اسلامی در عراق، ایران، هند، ایالت سند، شام، مصرد مراکش و اندلس نیز شرکت داشته‌اند.
عمانی‌ها در طول تاریخ به تجارت مشهور بودند و کشتی‌های باری متعددی داشته‌اند و تا نقاطی دور دست و حتی حدود چین و شرق آفریقا رسیده بودند. در آن دوران صحار یکی از بنادر مهم تجارتی عمان بود و کشتی‌های تجارتی از این بندر مهم به سواحل آفریقا و مدغشقر (ماداگاسکار) و شرق اقصی رسیده بودند.
اما در نیمه قرن ششم هجری بنی نبهان منطقه داخلی پایتخت حکم خود قرار دادند و مناطق ساحلی را رها نمودند بنابراین پرتغالی‌ها این مناطق را اشغال نمودند. حکم بنی نبهان در منطقه داخلی در قرن نهم هجری پایان یافت.

### پرتغالی‌ها در عمان
در قرن ۱۶ میلادی پرتغالی‌ها از رأس الرجاء الصالح می‌گذرند و تقریباً بر تمام شهرهای ساحلی شرق آفریقا دست می‌یابند. سپس به ساحل هند و اقیانوس هند می‌رسند.
در سال ۱۵۰۷ میلادی پرتغالی‌ها بر عمان حمله می‌کنند و بعد از مقاومت شدید از جانب عمانی‌ها سر انجام موفق می‌شوند عمان را اشغال کنند. پرتغالی‌ها مدت یک قرن ونیم در عمان می‌مانند.

### دولت یعرب‌ها
در سال ۱۶۲۴ دولت «یعاربه» به سرپرستی امام ناصر بن مرشد الیعربی تأسیس می‌شود. با به روی صحنه آمدن ناصر الیعربی در پی بیرون راندن پرتغالی‌ها از عمان می‌شود ولی درک می‌کند که بیرون راندن پرتغالی‌ها از عمان بدون همبستگی تمام مردم عمان امکان‌پذیر نیست؛ بنابراین در آغاز می‌کوشد تمام مردم و طوایف عمان دور خود جمع‌آوری کند و سپس با پرتغالی‌ها وارد جنگ شود. بعد از همبستگی و گردهمایی عمانی‌ها و تقویت جبهه داخلی، امام ناصر بن مرشد الیعربی یقین داشت که نبرد با پرتغالی‌ها فقط یک معرکهٔ زمینی نیست و معرکهٔ آزادی در مقام اول است. همچنین می‌دانست که سِّر قوت پرتغالی‌ها در ناو دریایی ایشان است؛ بنابراین اولین کاری که انجام داد ساخت و تأسیس یک ناوگان بزرگ و قوی همچنین تأمین ذخیره و تجهیزات و مهمات و با تدبیر کامل و تهیه ما یحتاج جنگ با پرتغالی‌ها وارد نبرد شد.
در مدت کوتاهی چند شهر ساحلی از چنگ پرتغالی‌ها آزاد نمود؛ ولی مرگ به او امان نداد و درگذشت. پس از وین جانشینش امام سیف بن سلطان الیعربی راهش را ادامه داد و در سال ۱۶۴۹ میلادی توانست مسقط را از قبضهٔ پرتغالی‌ها رها سازد. بعد از آزادی مسقط تمام اردوگاه‌های پرتغالی‌ها یکی پس از دیگری سقوط کردند و سر انجام تمام عمان از قبضهٔ پرتغالی‌ها رها گردید. عمانی‌ها با آزادی بلادشان از تسلط پرتغالی‌ها اکتفا نکردند و قوای پرتغالی‌ها در سواحل هند و ساحل شرقی آفریقا و اقیانوس هند را تعقیب نمودند و توانستند در چند حملهٔ پی در پی قشون پرتغالی‌ها از این مناطق خارج کنند تا اینکه سر انجام در سال ۱۶۹۸ میلادی پرتغالی‌ها برای همیشه از منطقه رانده شدند. با این عمل شجاعانه، عمانی‌ها توانستند نام عمان در صفحه درخشان تاریخ ثبت نمایند. در نتیجهٔ این پیروزی، یک دولت بزرگ و قدرتمند در عمان پدید آمد و باداشتن یک ناوگان بزرگ دریائی بر تمامی آب‌های منطقه تسلط یافتند. پس از آن عمانی‌ها صاحب بزرگ‌ترین ناوگان دریائی و تجارتی در اقیانوس هند بودند در آن دوران، همچنین حدود مملکت عمان تا ساحل شرقی آفریقا گسترش یافت و دولت عمان بر تمامی جزیره‌های این مناطق و ساحل آفریقا تا دهه شست از قرن بیستم بر این مناطق حاکم بودند. در این دوران عمان یکی از ثروتمندترین دولت منطقه بودند. در پی آن ده‌ها قنات برای آبیاری ایجاد نموند و به کشاورزی پرداختند و باغ‌های مرکبات متعدی ایجاد نمودند و برای حفاظت از منطقه سه دژ بزرگ و مهم در مناطق مختلف عمان بنا نهادند. قلعه‌های مذکور عبارت‌اند از: قلعه نزوی، حصن الحزم و حصن جبرین. باضافه دو قلعه مشهور قلعه می‌رانی و قلعه جلالی که بر شهر مسقط نظارت داشتند.

### دولت آل بوسعید
پس از پیروزی بزرگ «العیاربه» در جنگ با پرتغالی‌ها مدتی عمان در آرامش و امنیت و استقرار می‌گذراند؛ ولی در اواخر حکومتی این خاندان اختلافاتی بروز می‌کند و ناامنی در مناطق داخلی شروع می‌شود. رفته رفته کشور دچار شورش و هرج ومرج می‌شود و آشوب و ناامنی آغاز می‌گردد. در اینجا احمد بن سعید البوسعیدی که والی شهر صحار بود علیه دولت الیعاربه قیام می‌کند.
احمد بن سعید توانست مردم صحار و رستاق دور خود جمع نماید و به کمک ایشان مخالفان خود از طریق خود بردارد و شکست دهد. در سال ۱۷۴۴ میلادی مردم و اهل الحل و العقد در رستاق اجتماع می‌کنند و احمد بن سعید به‌طور رسمی به رهبری برمی‌گزینند و به ایشان لقب «الامام احمد بن سعید» می‌دهند. این امامت و رهبری آغاز سلطنت پادشاهان آلبوسعیدی بود که تا امروز در حکم عمان ادامه دارند.
بعد از انتخاب الامام احمد بن سعید البوسعیدی به امامت و رهبری ولایت رستاق پایتخت حکم خود قرار داده و به انشاء و تأسیس یک قوه نظامی دریائی می‌پردازد که بتواند از مملکت حمایت نماید. همچنین شهر مسقط یکی از مراکز مهم تجارتی درآورده و ارتباط خاصی بین هند و آفریقا برقرار می‌نماید و نیروی دریائی ایشان بر تمام مناطق آبی نفوذ داشته‌است. در آن دوران مجموعه‌ای از دزدان دریائی از ملبار به کشتی‌های تجارتی حمله می‌کنند و کالاهای کشتی‌های تجارتی می‌ربایند. ایشان کشتی سرستون نیروی دریایی اش «الرحمان» را به دنبال آن‌ها می‌فرستند و رهبر دزدان دستگیر می‌کند. همچنین در سال ۱۷۵۵ میلادی وقتی که بغداد مورد حمله چپاولگران و شورشیان قرار گرفت به کمک والی بغداد می‌شتابد و شهر بصره از دست شورشیان آزاد می‌کند. پس از استقرار امنیت در عمان و مناطق دریائی و اطراف عمان، الامام احمد بن سعید در سال ۱۱۹۹ میلادی این دار فانی به درود حیات گفتند. پس از وفاتش پسرش بر مسند حکم می‌نشیند. سعید بن احمد بن سعید (۱۷۸۳–۱۷۸۴) میلادی حکمران عمان می‌شوند. پس از فوتش پسرش حمد بن سعید (۱۷۸۴–۱۷۹۲) میلادی حاکم عمان بودند. حمد بن سعید پایتخت خود را از رستاق به مسقط منتقل می‌کند و نفوذ خود را تا دریای شرقی آفریقا گسترش می‌دهد. پس از مرگش سلطان بن احمد بن سعید (۱۸۰۴–۱۷۹۲ میلادی) برجایش نشست.
در دوران حکومتی سلطان بن احمد تعداد کشتی‌های نیروی دریائی عمانی دو برابر افزوده می‌شود. پس از سلطان بن احم، د السلطان سعید بن سلطان (۱۸۵۶–۱۸۰۴) میلادی بر مسند حکم می‌نشیند. در ایام حکم سعید بن سلطان قدرت نیروی دریائی عمان به اوج خود می‌رسد. السلطان سعید بن سلطان یکی از شخصیت‌های برجسته عمان با شخصیتی مدیر و سیاست‌مدار و جنگجویی شجاع و تاجر بود. مردی هشیار زیرک، حیله‌گر، مکار و دنیا دیده. شعارش این بود (آنچه نمی‌توانید با جنگ بدست بیاورید ممکن است با حیله و مکر بدست آورید). السید سعید بن سلطان در دوران حکم طولانی خود که ۵۲ سال بطول انجامید توانست امپراتوری گسترده‌ای تأسیس نماید که حدودش از شرق آفریقا تا ساحل ایران تشکیل می‌رسید. در آن دوران که طوفان جنگ و ستیز تمام منطقه را دربرگرفته بود او مانند یک ربانی ماهر و دنیا دیده توانست ثبات عمان را حفظ کند. در ابتدای حاکمیتش فقط قسمتی از خاک عمان و مقاطعات این دیار را زیر نفوذ داشت که راه‌های شنی اش را کاروان‌های شتر با دشواری و نا امنی طی می‌کردند. اما در روز وفاتش یک امپراتوری قدرتمند و گسترده از خود برجای گذاشت. حدود امپراتوری وی از سواحل عمان، بندر گوادر، مکران، جزیره زنگبار و بمبا در ساحل شرقی آفریقا تا اجاره نمودن بندرعباس، جزیره قشم و جزیره هرمز در خلیج فارس و پیمان تجارتی بستن با حکومت انگلستان، فرانسه، هلند، پرتغال و ایالات متحده آمریکا.
در سال ۱۸۴۰ میلادی سعید بن سلطان نماینده شخصی خود احمد بن نعمان الکعبی را به عنوان اولین سفیر عرب به وسیله کشتی شخصی خود که به «سفینهٔ سلطانه» معروف بود به نیویورک فرستاد. این کشتی اولین کشتی عربی بود که به نیویورک می‌رفت.
السید سعید بن سلطان عشق خاصی به دریا داشت. می‌گویند که بیش از ۲۰ کشتی مخصوص داشته و دوران زندگی وی در دریا یعنی بیشتر از زندگی اش در خشکی بوده‌است. از آنجا بود که به او لقب «السید البحار» (سید دریا) داده بودند. سعید بن سلطان بیشتر اوقات زندگی اش را در سفر و برفراز آب‌های دریا گذرانیده بو. لازم است ذکر شود که السلطان سعید بن سلطان هنگام وفاتش در سال ۱۸۵۶ میلادی نیز بر روی دریا در سفر از مسقط به زنگبار در کشتی شخصی خود «ویکتوریا» در دریای سیشیل بود.
پس از وفات السید سعید بن سلطان عمان دچار هرج و مرج شد. روزگاری بسیار درخشان و روزگاری تاریک ونا بسامان داشته‌است تا اینکه در ۲۳ ژوئیه سال ۱۹۷۰ سلطان قابوس بن سعید بن تیمور البوسعیدی بر مسند حکم می‌نشینند. زمامداری فردی وی سبب شده که حکومت تمام و کمال به خود وی وابسته باشد.

## اواخر سده نوزدهم و اوایل سده بیستم
مسقط و عمان

## قرن بیستم

### شورش ظفار

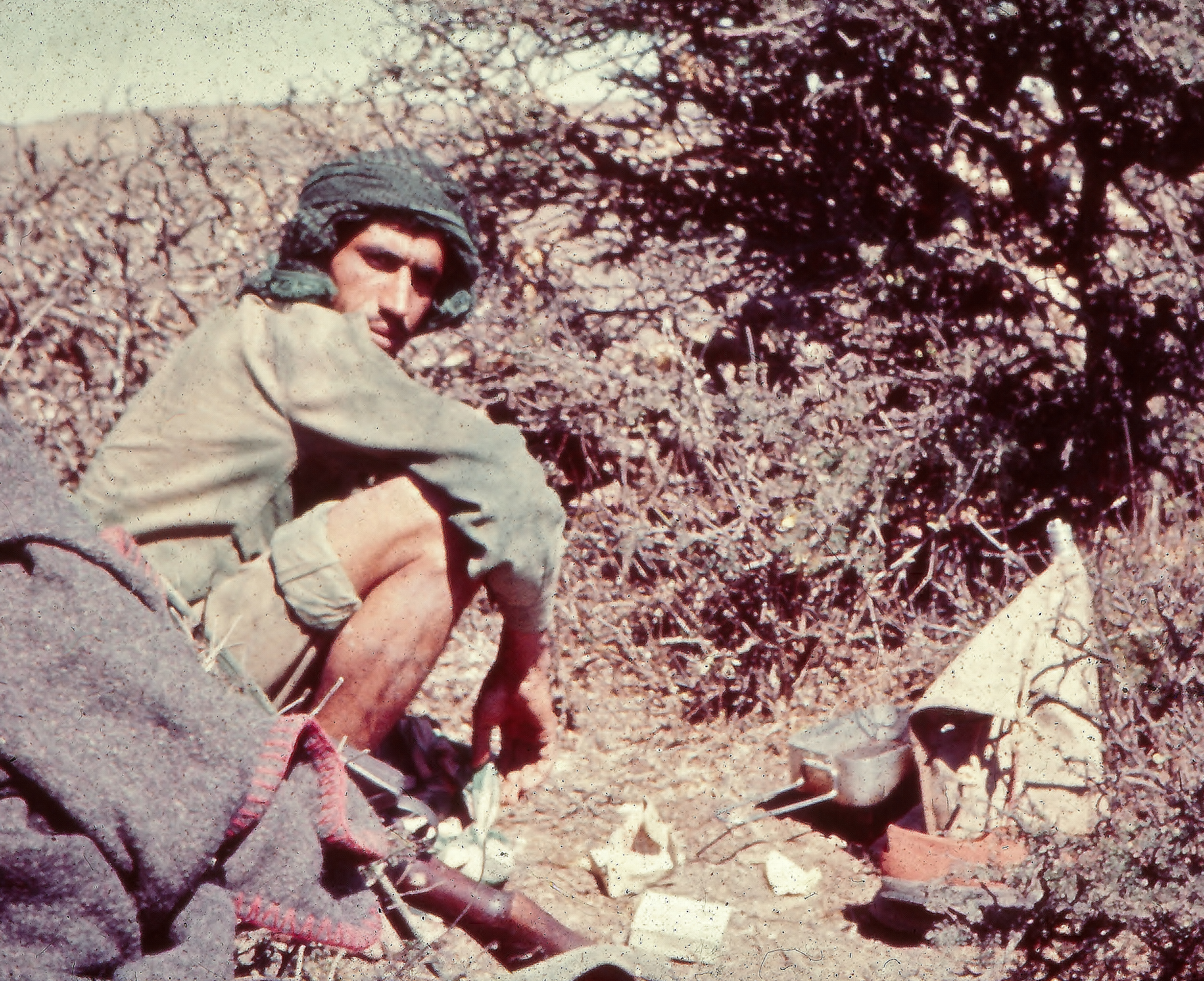
سرباز ارتش عمان، ۱۹۷۰

به نبرد چپ‌گرایان کمونیست تحت حمایت شوروی و چین عمانی با حکومت سلطنتی این کشور در استان ظفار در شرق این کشور گفته می‌شود. این نبرد با تأسیس جبهه آزادی‌بخش ظفار در ۱۹۶۲ میلادی آغاز شد و با شکست کامل مخالفان در ۱۹۷۵ پایان یافت. هدف اصلی شورشیان سرنگونی سلطان عمان (سلطان قابوس) بود. آنان به این هدف نرسیدند، اما حکومت عمان وادار به انجام اصلاحات گسترده‌ای شد. محمدرضاشاه پهلوی برای جلوگیری از گسترش کمونیسم و نفوذ شوروی در ایران اقدام به اعزام ارتش شاهنشاهی برای حمایت از سلطان قابوس کرد که موفقیت‌آمیز بود.

#### عملیات نظامی ارتش شاهنشاهی ایران در ظفار
این عملیات برای مقابله با چریک‌های جدایی‌طلب چپ‌گرا در این منطقه به درخواست سلطان قابوس، پادشاه عمان از محمدرضاشاه پهلوی، پادشاه وقت ایران انجام گرفت. حضور نظامی ایران در تغییر وضعیت بسود پادشاهی عمان و سرکوب شورش ظفار نقش داشت. از آن زمان سلطان قابوس بقای تخت و تاج خود را تا حد زیادی مدیون ایران می‌داند.

## حاکمان عمان

استاندارد سلطان عمان

- سعید بن سلطان بن احمد (۲۰ نوامبر ۱۸۰۴ – ۴ ژوئن ۱۸۵۶) – (سلطان زنگبار و عمان)
- ثوینی بن سعید بن سلطان (۱۹ اکتبر ۱۸۵۶ – فوریه۱۱, ۱۸۶۶)
- سالم بن ثوینی بن سعید (۱۱ فوریه ۱۸۶۶ – اکتبر ۱۸۶۸)
- عزان بن قیس بن عزان (اکتبر ۱۸۶۸ – ۳۰ ژانویه ۱۸۷۱)
- ترکی بن سعید بن سلطان (۳۰ ژانویه ۱۸۷۱ – ۴ ژوئن ۱۸۸۸)
- فیصل بن ترکی بن سعید (۴ ژوئن ۱۸۸۸ – ۱۵ اکتبر ۱۹۱۳)
- تیمور بن فیصل (۱۵ اکتبر ۱۹۱۳ – فوریه ۱۰, ۱۹۳۲)
- سعید بن تیمور (۱۰ فوریه ۱۹۳۲ – ۲۳ ژوئیه ۱۹۷۰)
- قابوس بن سعید (ژوئیه ۲۳, ۱۹۷۰ – ١٠ ژانویه ٢٠٢٠)
- هیثم بن طارق آل سعید (١٠ ژانویه ٢٠٢٠ تاکنون)